# نیک آرنولد
نیک آرنولد (به انگلیسی: Nick Arnold) (زاده ۱۹۶۴ میلادی) محقق و نویسنده بریتانیایی است که خالق مجموعه علوم ترسناک می ‌باشد.
وی کار نویسندگی را از نوجوانی خود آغاز کرد و در سال ۲۰۰۰ با نوشتن کتاب میکروب‌های ترسناک مجموعه علوم ترسناک را آغاز کرد که شامل چهل عنوان کتاب می‌باشد و در سال ۲۰۰۴ جایزه مجموعه‌ها را دریافت کرد. کتاب‌های این مجموعه علم را با شکل طنز به کودکان می‌آموزد.

## آثار
نبرد ترسناک برای پرواز،
شوک الکتریسیته،
حیوانات خشمگین،
نیروهای مرگبار،
انرژی‌های مرگبار،
اختراعات شیطانی،
زشت‌های زیبا،
هیولاهای میکروسکوپی،
پزشکی پردردسر،
بیماری‌های مرگبار،
جهان ازدست رفته،
میکروب‌های ترسناک،
جانوران سمی هولناک،
مغز پیچیده،
کتابچه بدن،
شگفتی‌های بدن،
دانشمندان زحمتکش،
زمان هولناک، هرج و مرج شیمیایی،صداهای ترسناک، خودآزمایی‌های علوم ترسناک